# Jules Tavernier
Jules Tavernier, né le 27 avril 1844 à Paris et mort le 18 mai 1889 à Honolulu, est un peintre et illustrateur français.

## Biographie
Jules Wilhem Tavernier naît à Paris en 1844. Son père, John Tavernier, un confiseur né à Plymouth, et sa mère, Marie Louise Rosalie Woillaume, née à Paris, se sont mariés deux ans plus tôt.
Jules Tavernier étudie avec le peintre français Félix-Joseph Barrias (1822-1907), puis quitte la France dans les années 1870. Il est employé comme illustrateur par le Harper's Magazine, qui l'envoie en Californie dans les années 1870. Finalement, Tavernier continue plus à l'ouest, à Hawaii, où il se fait connaître en tant que peintre portraitiste et paysagiste. Il est fasciné par les volcans éruptifs hawaiiens — un sujet qui l'obsédera pour le restant de sa vie, passée à Hawaii, au Canada et dans l'ouest des États-Unis.
En 1886, Tavernier peint  un Panorama du Kilauea, une toile de 3 mètres de haut et de 27 mètres de long. A partir de la plate-forme située au centre de la toile représentant le volcan,  le visiteur voit l’Halema’uma’u et la Volcano House.  La toile panoramique est exposée à Hawaï avant d’être transportée aux États-Unis. Il n'en reste aucune trace.
Il est considéré comme le plus important artiste de la Volcano School d'Hawaii. Il a compté parmi ses élèves David Howard Hitchcock (1861-1943), Amédée Joullin (1862-1917), Charles Rollo Peters (1862-1917) et Manuel Valencia (1856-1935).
Tavernier meurt à Honolulu en 1889. Il est inhumé au cimetière d'O'ahu où une stèle a été érigée en sa mémoire.

## Collections
- Académie des arts d'Honolulu
- Stark Museum of Art (Orange)

## Sources
- Forbes, David W., Encounters with Paradise: Views of Hawaii and its People, 1778-1941, Honolulu Academy of Arts, 1992, 95-209.
- Maier, Steven, Jules Tavernier: Hawaiʻi’s First Real Painter, Honolulu, novembre 1996, 80.